# عبد الله بن عبد الله الزجالي
عبد الله بن عبد الله الزجالي، من أهل قرطبة؛ يكنى: أبا بكر. استوزره المستنصر بالله . 

## من أخباره
كان خيراً فاضلاً، حليماً أديباً، طاهراً عالماً، كثير الخير، كثير المعروف، طويل الصلاة. ذُكر أن قدميه تقطرتا صديداً من طول قيامه. سُمع محمد بن يحيى بن عبد العزيز يقول: وقد خرج عنه وقد أتاه عائداً، ما أعرف أحداً يصلح للقضاء غير هذا الرجل. فذكرت هذه الحكاية لسليمان بن أيوب بعد موته فقال لي: كان أولى بالقضاء من ابن أبي عيسى، ومن منذر، ومن غيرهما، ثم قال: هذا الذكر يغار له الناس.

## وفاته
توفي الوزير أبو بكر يوم الثلاثاء لإحدى عشرة ليلة خلت من جمادي الأولى سنة 375هـ. ودفن يوم الأربعاء صلاة العصر في المقبرة المنسوبة إلى الزجاجلة والناس متفقون على الثناء عليه.